# 多肉千里光
多肉千里光（学名：Senecio pseudoarnica）为菊科千里光属的植物。分布在俄罗斯、日本、近北极和北美洲、阿留申群岛以及中国大陆的东北等地，常生长在海岸边，目前尚未由人工引种栽培。

## 异名
- Senecio martima L.